# صموئيل تودور
صموئيل تودور (بالإنجليزية: Samuel Tudor)‏ هو شخصية أعمال أمريكي، ولد في 1769 في أيست ويندسور في الولايات المتحدة، وتوفي في 1862 في هارتفورد في الولايات المتحدة.